# Basílica de San Juan en Éfeso
La Basílica de San Juan fue un templo cristiano de estilo bizantino situado en la antigua ciudad de Éfeso (Turquía). Fue construida en 548 por orden del emperador Justiniano para honrar al apóstol Juan, quien, según la tradición, fue enterrado en este lugar. Estuvo influenciada por la desaparecida iglesia de los Santos Apóstoles de Constantinopla.

## Historia
Existen pocos escritos sobre la basílica de San Juan, siendo una de las pocas fuentes una pequeña descripción de Procopio en su obra Sobre los edificios, donde escribe:
Casualmente existía un lugar frente a la ciudad de Éfeso, situado en una empinada ladera, accidentado y desértico, incapaz de producir cosechas, incluso si se intentaba cultivar, pues era árido y accidentado. En ese sitio, los nativos habían erigido en tiempos antiguos una iglesia dedicada al apóstol Juan; este apóstol ha sido llamado «el Teólogo», porque describió la naturaleza de Dios de una manera que escapa al poder humano. Esta iglesia, pequeña y en ruinas debido a su antigüedad, fue demolida por el emperador Justiniano y reemplazada por una iglesia tan grande y hermosa que, en resumen, se asemeja mucho en todos los aspectos, y rivaliza con, el santuario dedicado a todos los apóstoles en la ciudad imperial...

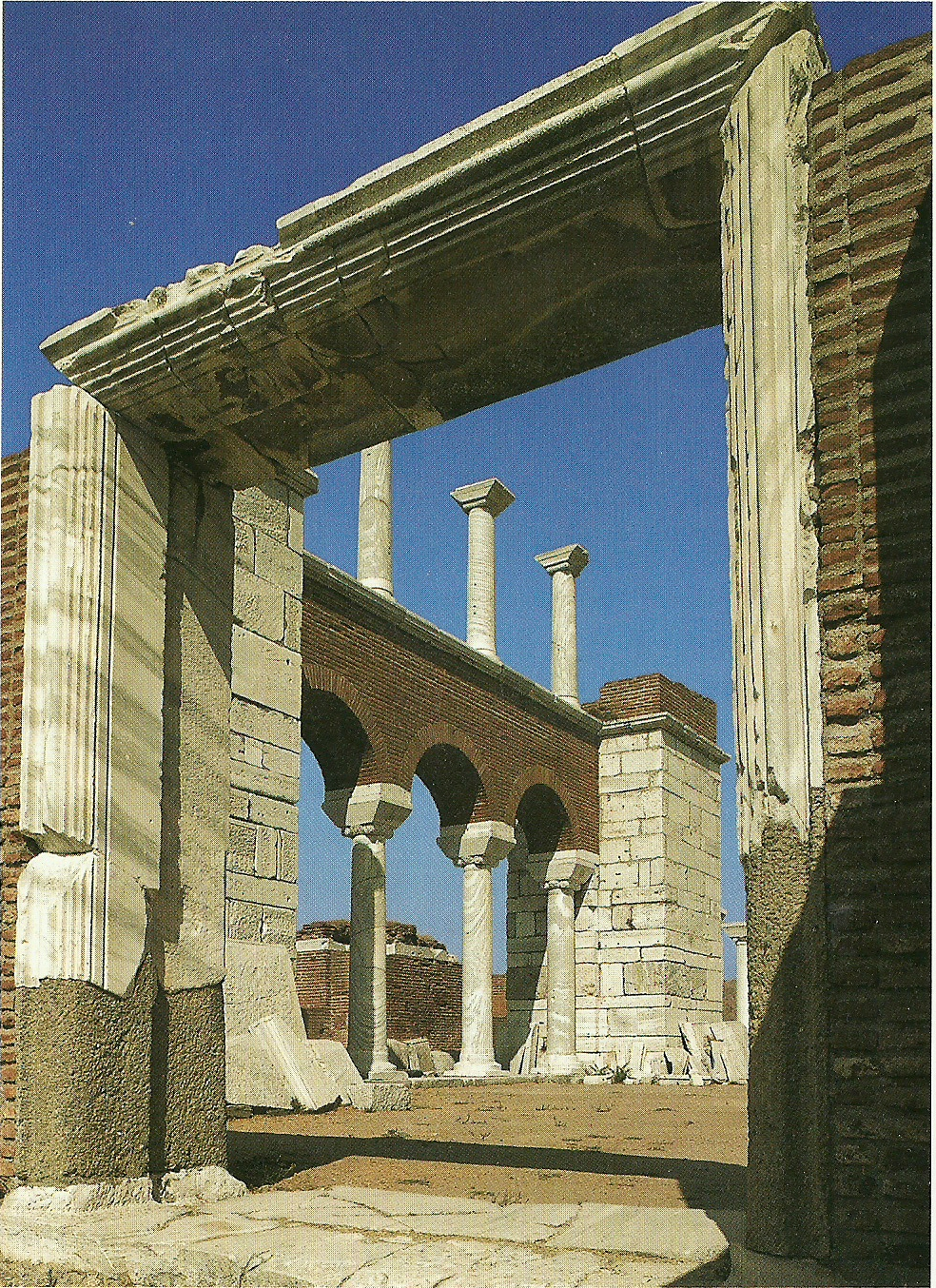
Detalle de los arcos de la basílica

La construcción de la iglesia comenzó en 548 y terminó en 565 y esta presidida por su obispo, Hipatio de Éfeso. Como líder eclesiástico y escritor de su día, es posible que se ganara el favor de Justiniano y reconstruyera la tumba de San Juan, ya que una construcción de tal calibre en Asia Menor era inusual. Tras su finalización, fue considerada como una de las iglesias más sagradas de su tiempo y regida con gran honor, tal y como Procopio relata en su Historia secreta:
...al santuario del apóstol Juan, que era el más sagrado allí y se regía con un gran honor...
A pesar de su popularidad, no se menciona más a partir del siglo IX, probablemente debido a la construcción de una nueva iglesia construida a San Juan, la iglesia de San Juan el Teólogo.

## Arquitectura
La entrada principal de la basílica era conocida como la "Puerta de la Persecución". Su nombre proviene de unos relieves que albergaba sobre la vida de Aquiles con hombres que huían, los ingleses que trasladaron estas piezas a la abadía de Woborn en 1800 confundieron su significado con persecuciones cristianas.
La zona norte de la iglesia también tenía un gran baptisterio octogonal, parecido a la casa de la Virgen María. Cerca existió una sala rectangular con suelo de mármol y ábside pavimentado con mosaicos, una inscripción sobre la puerta lo identificaba con el secreton donde el obispo habría presidido los juicios. Otra inscripción muestra que pudo haber sido terminado en el obispado de Johannes, a finales del siglo VI.

Puerta de la Persecución.

La bóveda de la iglesia estaba cubierta con mosaicos mientras que los muros y los pilares estaban cubiertos con placas de mármol y decorados en diversos colores. El pavimento también era de mosaicos. Justo debajo del altar existe una cripta con diversas salas donde estaba la tumba de San Juan. En el altar existía una inscripción con el verso 14 del Salmo 132 que decía:
Este es mi lugar de reposo para siempre; aquí habitaré.
El interior de la iglesia estuvo cubierto de frescos. Hipatio, obispo de Éfeso, era conocido por promover el uso de iconos en la iglesia. Tras la finalización del templo, el interior se llenó de iconos, santos, escenas del Antiguo y Nuevo Testamento y pinturas que incluyeron a Cristo resucitando a Lázaro o Cristo coronando a Justiniano y Teodora.

## Leyendas y milagros

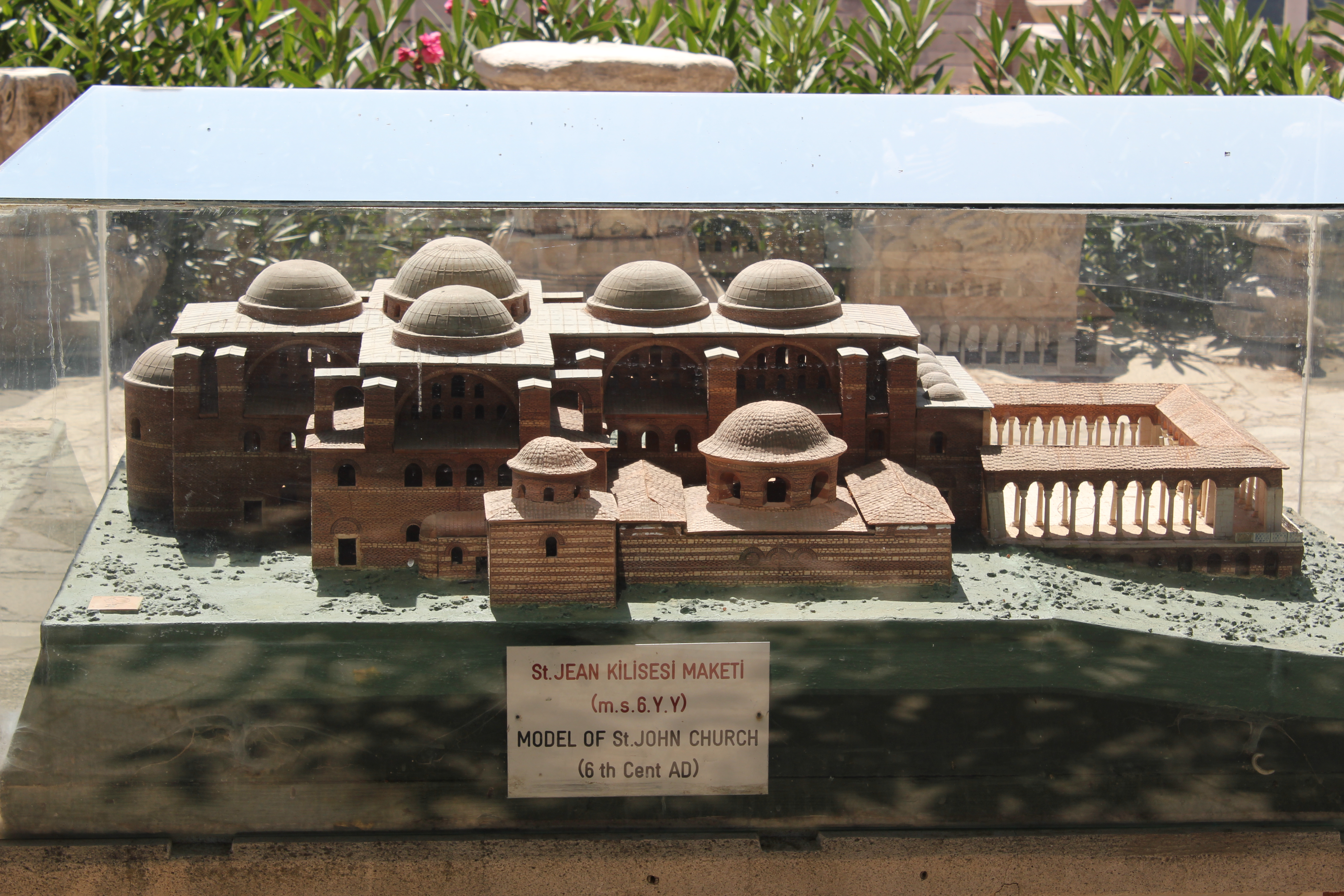
Maqueta de la basílica.

Durante su vida hasta su fallecimiento en Éfeso, San Juan predicó el cristianismo. Según la leyenda, antes de morir, Cristo y los apóstoles visitaron a Juan y le dijeron:
Ven, amado mío, y reúnete conmigo y con todos los demás hermanos tuyos en mi mesa; finalmente ha llegado el momento de hacerlo... el próximo domingo vendrás para quedarte de ahora en adelante conmigo.

Tumba del apóstol San Juan.

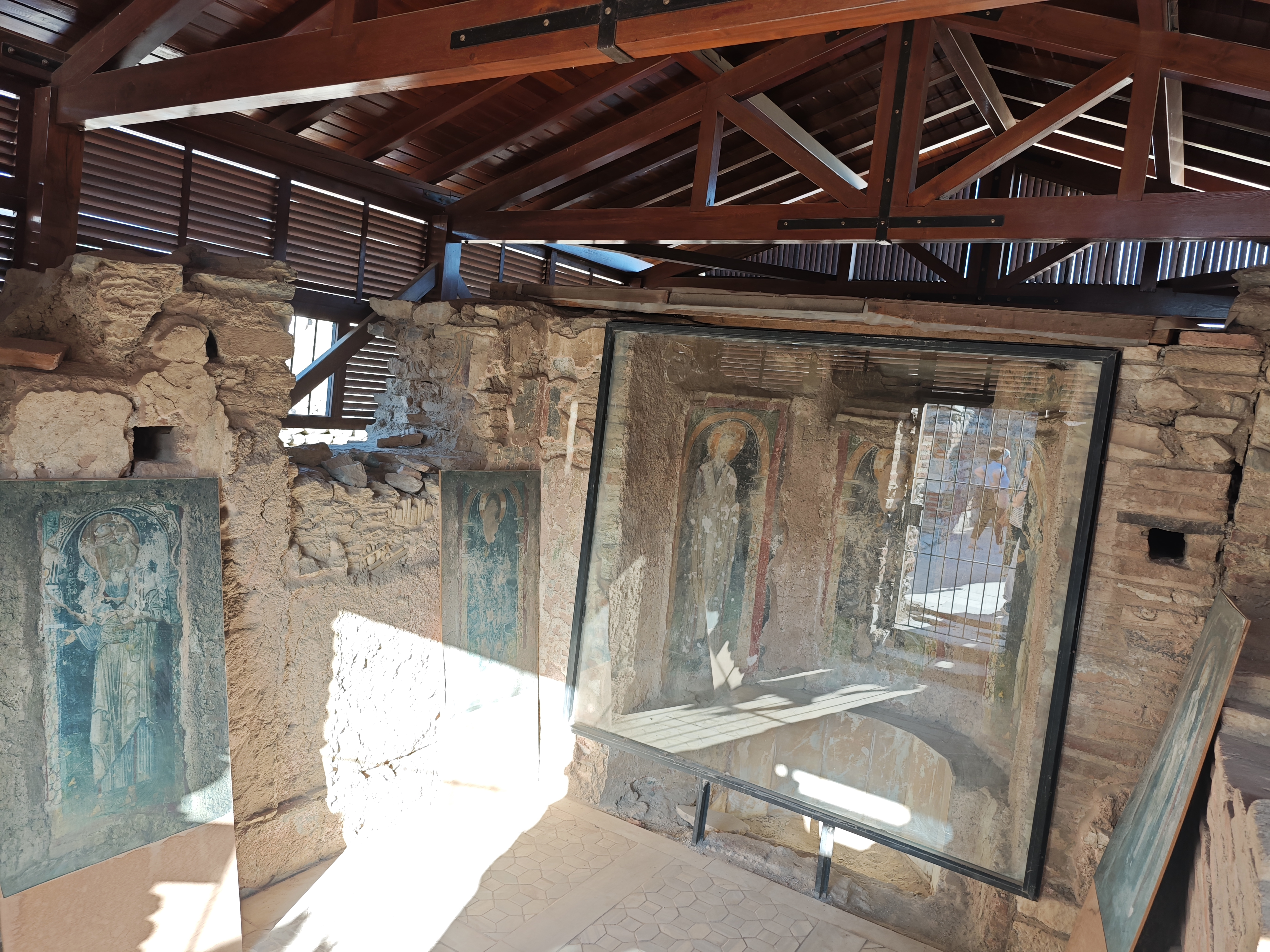
Algunos frescos de la basílica.

De esta manera, el siguiente domingo San Juan continuó predicando el cristianismo antes de informar a sus discípulos. Entonces entró en la cueva de la iglesia donde había una intensa luz y evitó que sus discípulos continuaran. Cuando la luz se desvaneció, San Juan ya no estaba. Esta leyenda se hizo más popular cuando abrieron su tumba en el reinado de Constantino y no había cuerpo ni reliquias. Otro hecho que incrementa la leyenda de la asunción de Juan es que, mientras que el cuerpo o reliquias de otros santos ha sido reclamada por una o varias instituciones, San Juan, junto a María y José, es el único santo cuyo cuerpo no ha sido reclamado por nadie.
También se decía que San Juan no falleció, sino que estaba durmiendo bajo su tumba. Cada vez que respiraba, alzaba polvo sobre su altar. Este polvo, llamado manna, se decía que curaba a los enfermos.

## Peregrinajes
Las historias de San Juan y el manna crecieron y captaron la atención de San Agustín, quien no lo descartó directamente. El anglosajón Willibaldo, quien más tarde sería obispo y santo, también escuchó estas historias y fue de los primeros peregrinos a la tumba de San Juan.
La propia tumba realizaba este milagro cada 8 de mayo, durante la festividad nocturna en honor a San Juan, durante casi un milenio, trayendo numerosos peregrinos durante todo el medievo. Estos peregrinos no se iban con las manos vacías, sino que se les proporcionaba unos frascos con la imagen del santo para recoger el polvo que aparecía sobre la tumba del apóstol.